# Ágios Charálambos (Kilkís)
Ágios Charálambos (grec moderne : Άγιος Χαράλαμπος) est une localité située dans le dème de Kilkís, dans le district régional de Kilkís, dans la periphérie de Macédoine-Centrale, en Grèce.
Selon le recensement de 2011, elle compte 97 habitants.